# Josef Němec
Josef Němec, född 25 september 1933 i České Budějovice, död 10 september 2013 i České Budějovice, var en tjeckoslovakisk boxare.
Němec blev olympisk bronsmedaljör i tungvikt i boxning vid sommarspelen 1960 i Rom.